# Hrabstwo Pawnee (Oklahoma)

Piramida wieku mieszkańców hrabstwa Pawnee

Pawnee – hrabstwo w stanie Oklahoma w USA. Założone 1897 roku. Populacja liczy 16 612 mieszkańców (stan według spisu z 2000 roku).
Powierzchnia hrabstwa to 1541 km² (w tym 11 km² stanowią wody). Gęstość zaludnienia wynosi 11 osób/km².
Nazwa hrabstwa pochodzi od nazwy indiańskiego plemienia Paunisów.

## Miasta
- Blackburn
- Cleveland
- Hallett
- Jennings
- Maramec
- Oak Grove
- Pawnee
- Ralston
- Shady Grove
- Skedee
- Terlton
- Westport